# Río Faxinal (Río Grande del Sur)
El río Faxinal es un río brasileño que atraviesa el estado de Rio Grande do Sul. Es un afluente del río Ijuí, el cual desemboca a su vez en el río Uruguay perteneciendo así a la Cuenca del Plata.